# Northwestern Pacific Railroad
 (janvier 2022).
Le Northwestern Pacific Railroad (sigle de l'AAR : NWP) était un chemin de fer régional américain de classe I qui desservait la côte nord de la Californie. Il reliait Sausalito sur la baie de San Francisco à Eureka, non loin du corridor de l'US Route 101. Le NWP exploitait une ligne électrifiée de chemin de fer de banlieue interurbain dans le Comté de Marin jusqu'en 1941. L'ouverture du Golden Gate Bridge en 1937 poussa les usagers à délaisser le train-ferry au profit des autocars et des voitures.
Plus de 20 petites compagnies virent le jour pour réaliser la liaison San Francisco / Eureka. Mais à travers elles, deux grosses compagnies, l'Atchison, Topeka and Santa Fe Railway et le Southern Pacific Railroad entrèrent en concurrence pour finalement unir leurs forces. Le NWP fusionna dans le Southern Pacific Railroad en 1992, seulement 4 ans avant la fusion Union Pacific Railroad / Southern Pacific.
Un service fret est programmé pour débuter en juillet 2010 au nord de la Californie entre Schellville et Windsor, avec une extension jusque vers Willitz en 2014.

## Les filiales du SP
En 1898, le Southern Pacific (SP), créa le California North Western Railroad pour contrôler le San Francisco & North Pacific. Ce dernier relia Donahue à Santa Rosa en 1870, puis atteignit Cloverdale en 1872, Petaluma / San Rafael en 1879, Tiburon en 1884, Cloverdale / Ukiah en 1889. Grâce au California NorthWestern, il atteignit Ukiah / Willits en 1902, et Sherwood en 1904. En 1903, le SP créa deux chemins de fer : l'Oregon & Eureka Railroad pour contrôler les liaisons autour d'Arcata ; et le San Francisco & Eureka Railway pour relier Willits à Eureka.

## Les filiales de l'ATSF
En 1903, l'ATSF créa le San Francisco & Northwestern pour prendre le contrôle des compagnies suivantes : 
- California & northern Railway (créé par l'ATSF en 1901 pour relier Eureka à Arcata) , racheté en 1904 ;
- Eel River & Eureka Railroad (créé en 1884 pour relier Eureka à Alton Fortuna), contrôlé en 1903 ;
- California Midland Railroad (reliant Eel River & Eureka Railroad à Carlotta), racheté en 1903 ;
- Pacific Lumber Company Lines (créé en 1885 et reliant Alton à Scotia), contrôlé en 1903 ;
- Fort Bragg & Southeastern Railroad (créé en 1905 pour l'ATSF pour contrôler l'Albion River Railroad créé en 1891).

## Au sud d'Ukiah
Les nombreux réseaux suivants se connectèrent au San Fransciso & North Pacific: 
le Fulton & Guerneville Railroad créé en 1877.
le North Pacific Coast Railroad créé en 1876 reliant Sausalito à Tomales Bay coast et Russian River, rebaptisé North Shore en 1902.
le Petaluma & Haystack Railroad créé en 1864 et fusionné au San Francisco & Northern Pacific dès 1876.
le San Francisco & San Rafael Railroad créé en 1884 reliant San Rafael à Tiburon.
le San Rafael & San Quentin Railroad à voie étroite créé en 1879.
le Santa Rosa Sebastopol & Green Valley Railroad créé en 1890 et reliant Santa Rosa à Sebastopol.

## Dans la région de Sonoma
Le Sonoma Valley Railroad racheta en 1879 le Sonoma Valley Prismoidal Railway à voie étroite (créé en 1877 et reliant Petaluma River à Schellville) et le mit à écartement standard en 1879; en 1882, furent créés le Sonoma & Glen Ellen et le Sonoma & Santa Rosa Railroad; enfin en 1888 fut créé le Marin & Mapa Railroad reliant Sears Point à Ignatio.

## La formation du NWP
En schématisant, le SP contrôlait la zone sud de Schellville à Willits, tandis que l'ATSF contrôlait la zone au nord de Willits. En 1907, le SP et l'ATSF créèrent une filiale commune, le Northwestern Pacific NWP. L'Oregon & Eureka Railroad ne fusionna qu'en 1911 et le réseau fut achevé en 1914. Puis l'ATSF vendit ses parts au SP en 1929. La ligne connu des couts élevés de maintenance dus à la tempête de 1953, à un incendie dans un tunnel en 1961 (réparé qu'en 1967), à une inondation en 1964, à un incendie de tunnel en 1978 et à des inondations en 1980! En 1983 fut créé l'Eureka Southern Railroad pour racheter la portion Willits-Eureka en 1984. Mais avec la diminution de l'exploitation forestière et le tremblement de terre de 1992, la faillite arriva le 25 avril 1992.

## Le North Coast Railroad Authority (NCRA)
Le NCRA fut créé par l'État de California en 1989 afin de préserver la ligne du Northwestern Pacific d'un futur abandon. En 1992, le NCRA racheta l'Eureka Southern et loua la ligne à la nouvelle compagnie North Coast Railroad. En 1996, le NCRA racheta la portion Schellville-Willits au SP, et la fusionna au North Coast pour former le nouveau Northwestern Pacific Railroad. Le nouveau NWP exploitait la ligne d'Eureka à Schellville, la même que celle de l'ancien NWP. Le NWP souhaitait transporter plus de marchandises par le rail en longeant la Highway 101, mais également assurer un service de banlieue régulier et quelques trains touristiques.
Mais avec 208 sites endommagés sur 350 km, le NWP fut le premier et l'unique chemin de fer à être fermé par la Federal Railroad Administration en 1998. Le 31 mai 2006, le NCRA annonça qu'il venait de choisir un nouvel opérateur pour la ligne appelé NWP Inc. Des travaux de réhabilitation de la ligne sont en cours.